# 1801 в Україні

## Особи

### Народились
- 6 січня, Евеліна Ганська (1801—1882) — польська графиня та російська піддана.
- 25 січня, Лапченко Григорій Гнатович (1801—1876) — художник, історичний живописець, портретист, академік Петербурзької академії мистецтв.
- 25 січня, Лизогуб Василь Іванович (1801—1870) — полковник лейб-гвардії Уланського полку, брав участь у придушенні Листопадового Польського повстання 1830—1831 років.
- березень, Андрієвич Яків Максимович (1801—1840) — підпоручик, декабрист, член Товариства з'єднаних слов'ян і Південного товариства декабристів, художник-аматор.
- 24 травня, Левицький Йосип Іванович (1801—1860) — український греко-католицький священик, громадсько-культурний діяч, письменник і філолог, автор граматики української мови і низки шкільних підручників.
- травень, Мозгалевський Микола Йосипович (1801—1844) — декабрист, підпоручик Саратовського піхотного полку.
- 17 червня, Гангеблов Олександр Семенович (1801—1891) — декабрист, мемуарист, поручик лейб-гвардії Ізмайлівського полку.
- 13 вересня, Стефан Вітвіцький (1801—1847) — польський поет, публіцист.
- 24 вересня, Остроградський Михайло Васильович (1801—1861) — український математик, механік і фізик.
- 4 листопада, Северин Гощинський (1801—1876) — польський громадський діяч, революціонер-письменник і поет-романтик. Представник «української школи» в польській літературі.
- 22 листопада, Даль Володимир Іванович (1801—1872) — російський письменник, лексикограф, етнограф данського походження; член-кореспондент Петербурзької АН, почесний академік.
- 21 грудня, Тимко Падура (1801—1871) — польсько-український поет, композитор та торбаніст. Автор відомої польсько-української пісні Hej, sokoły.
- Северин Галензовський (1801—1878) — доктор медицини, голова ради Батіньольської школи в Парижі, член польського революційного комітету в Парижі, благодійник.
- Миклашевський Андрій Михайлович (1801—1895) — український поміщик, меценат, засновник першої на Лівобережній Україні порцелянової мануфактури.
- Наранович Павло Андрійович (1801—1874) — видатний хірург, професор. Бальзамував тіла російської імператриці Марії Федорівни та російського імператора Миколи I.
- Софія Станіславівна Потоцька (1801—1875) — аристократка, учасниця польського руху за незалежність.

### Померли
- 16 липня, Борецький Олексій Васильович (1745—1801) — канцелярист Генерального суду, писар Лаврської друкарні.

## Засновані, створені
- Хрестовоздвиженська церква (Кам'янець-Подільський)
- Церква святих великомучеників і безсрібників Косми і Даміана (Ридодуби)
- Церква святого архистратига Михаїла (Бобулинці)
- Церква Успіння Пресвятої Богородиці (Дзвенигород)
- Берестове (Бердянський район)
- Зелень (Дубровицький район)
- Ковалівське
- Комишани
- Леонове (Україна)
- Нижній Нагольчик
- Новокарлівка
- Прудянка
- Романівка (Березнегуватський район)
- Славна (Липовецький район)